# 647 Adelgunde
647 Adelgunde è un asteroide della fascia principale. Scoperto nel 1907, presenta un'orbita caratterizzata da un semiasse maggiore pari a 2,4413905 UA e da un'eccentricità di 0,1948932, inclinata di 7,32914° rispetto all'eclittica.
L'origine del suo nome è sconosciuta.